# لباس دانشگاهی

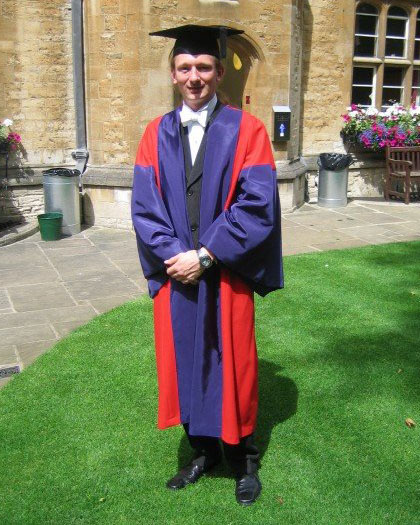
لباس دانشگاهی دانشگاه آکسفورد برای دارندگان درجه دکترا

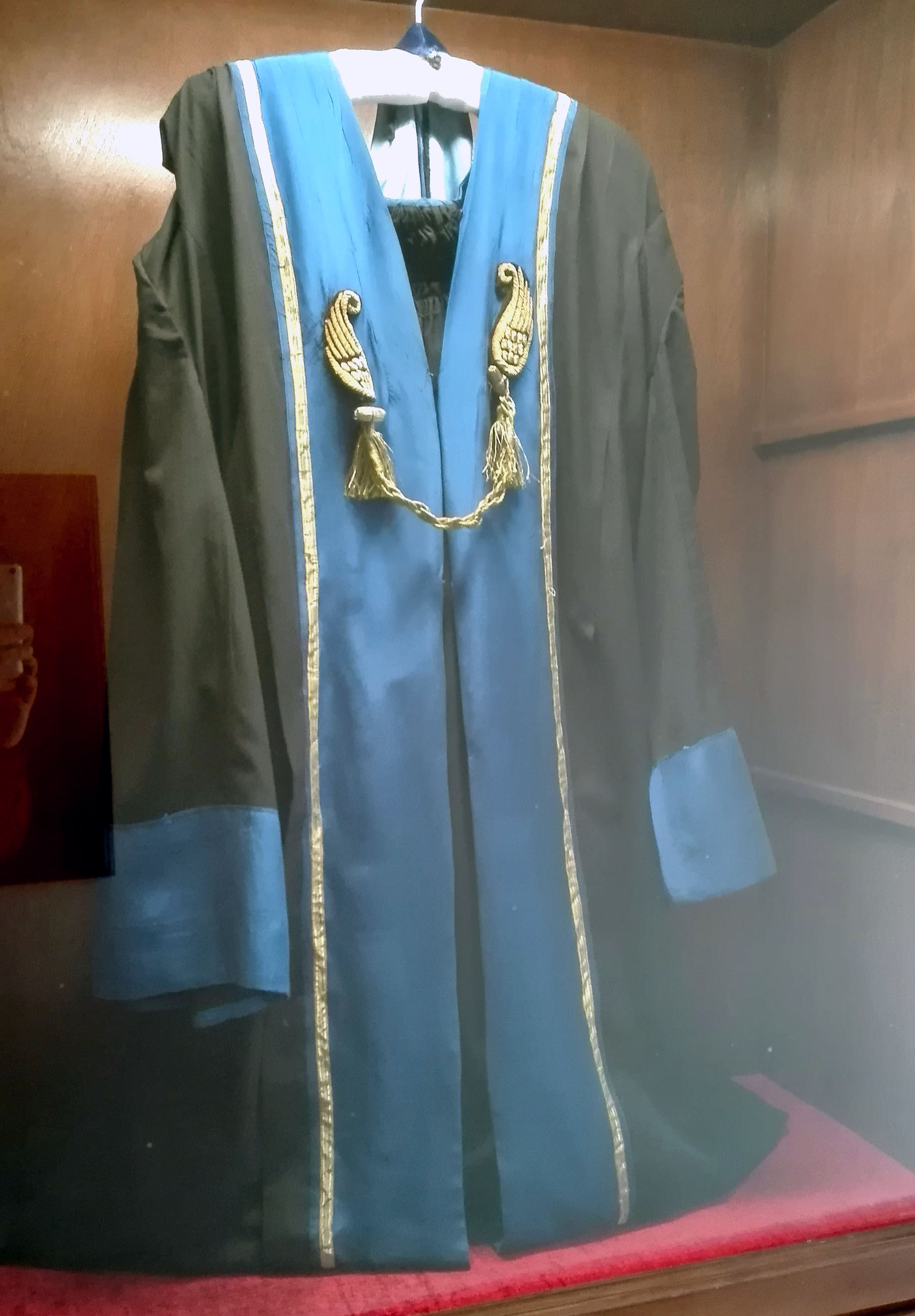
اتود نهایی نخستین لباس دانشگاهی دانشگاه تهران که توسط محسن مقدم ایجاد شده است.

لباس دانشگاهی یا لباس آکادمیک لباس مخصوصی است که در مراسم‌های علمی و خصوصا جشن فارغ‌التحصیلی آن را می‌پوشند.
این لباس معمولا جبه و کلاهی است که بر روی لباس رسمی معمول (کت و شلوار یا پیراهن) پوشیده می‌شود. منگوله کلاه معمولا از سمت چپ آویزان است اما برخی دانشگاه‌ها هستند که در آنها تا زمانی که فرد رسما اعطا مدرک نشده منگوله کلاهش به سمت راست است و سپس به چپ گردانده می‌شود.